# Guerras dos Balcãs
As Guerras dos Balcãs (português europeu) ou Bálcãs (português brasileiro) (ou ainda Guerras Balcânicas) foram dois conflitos que ocorreram nos estados balcânicos em 1912 e 1913. Na Primeira Guerra Balcânica, os quatro estados balcânicos da Grécia, Sérvia, Montenegro e Bulgária declararam guerra ao Império Otomano e o derrotaram, despojando os otomanos de suas províncias europeias no processo, deixando apenas a Trácia Oriental sob controle otomano. Na Segunda Guerra Balcânica, a Bulgária lutou contra os outros quatro combatentes da primeira guerra. Também enfrentou um ataque da Romênia pelo norte. O Império Otomano perdeu a maior parte de seu território na Europa. Embora não estivesse envolvida como combatente, a Áustria-Hungria tornou-se relativamente mais fraca à medida que uma Sérvia muito alargada pressionava pela união dos povos eslavos do sul.  A guerra preparou o cenário para a crise de Julho de 1914 e como prelúdio para a Primeira Guerra Mundial. 
No início do século XX, Bulgária, Grécia, Montenegro e Sérvia conquistaram a independência do Império Otomano, mas grandes elementos de suas populações étnicas permaneceram sob o domínio otomano. Ao longo da Luta Macedônica, esses estados lutaram por influência entre si e o governo otomano dentro da Macedônia Otomana, durante a qual seus governos ficaram sob o controle de nacionalistas. Em 1912, esses países se uniram para formar a Liga Balcânica. A Primeira Guerra Balcânica começou em 8 de outubro de 1912, quando os estados-membros da Liga atacaram o Império Otomano, e terminou oito meses depois com a assinatura do Tratado de Londres em 30 de maio de 1913. A Segunda Guerra Balcânica começou em 16 de junho de 1913, quando a Bulgária, insatisfeita com a perda da Macedônia, atacou seus antigos aliados da Liga Balcânica. As forças combinadas dos exércitos sérvio e grego, com seus números superiores, repeliram a ofensiva búlgara e contra-atacaram a Bulgária invadindo-a pelo oeste e pelo sul. A Romênia, não tendo participado do conflito, tinha exércitos intactos para atacar e invadiu a Bulgária pelo norte. O Império Otomano também atacou a Bulgária e avançou na Trácia, reconquistando Adrianópolis. No resultante Tratado de Bucareste, a Bulgária conseguiu recuperar a maioria dos territórios que havia conquistado na Primeira Guerra Balcânica. No entanto, foi forçado a ceder a parte sul da província de Dobruja, antigamente otomana, à Romênia. 
As Guerras dos Balcãs foram marcadas pela limpeza étnica, com todas as partes sendo responsáveis por graves atrocidades contra civis, e inspiraram atrocidades posteriores, incluindo crimes de guerra durante as Guerras Iugoslavas da década de 1990.    

## Antecedentes

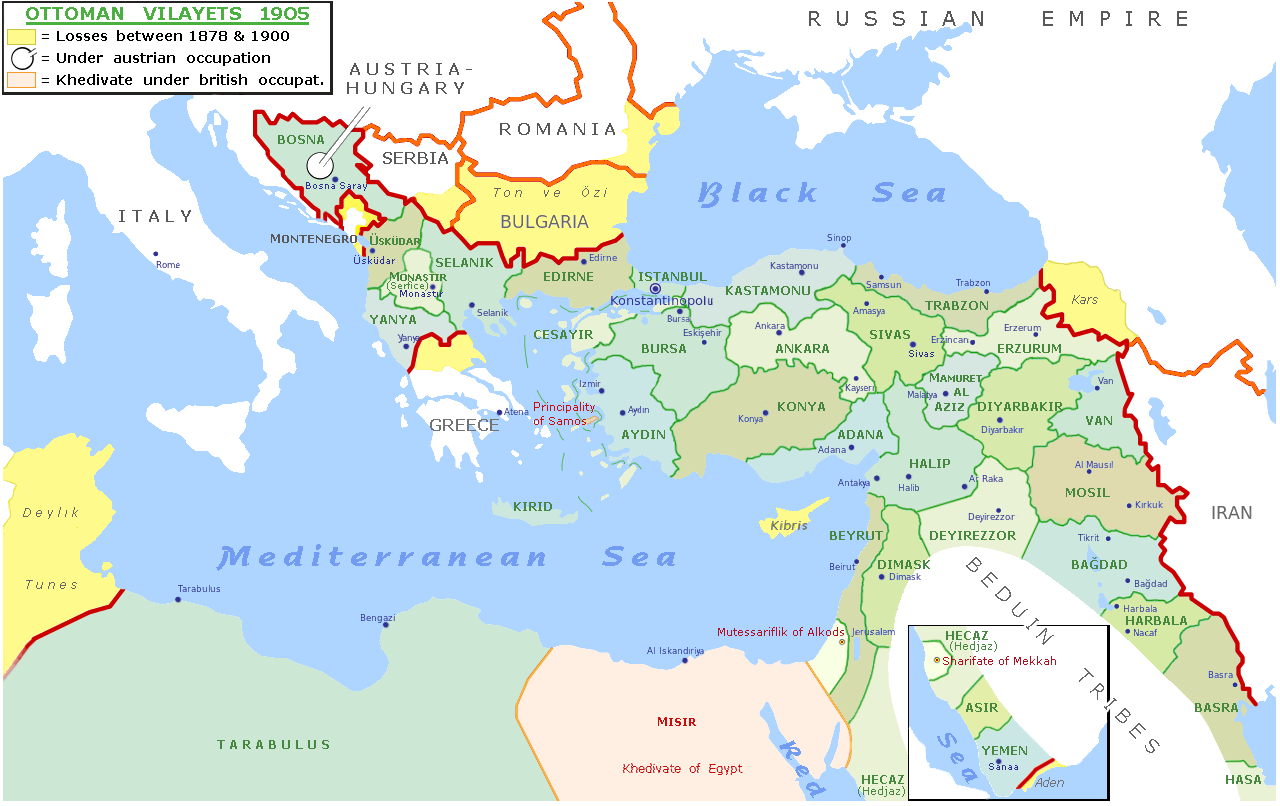
Mapa do Império Otomano em 1900, com os nomes das províncias otomanas.

O pano de fundo das guerras está no surgimento incompleto de Estados-nação no território europeu do Império Otomano durante a segunda metade do século XIX. A Sérvia ganhou um território substancial durante a Guerra Russo-Turca (1877-1878), enquanto a Grécia adquiriu a Tessália em 1881 (embora tenha perdido uma pequena área para o Império Otomano em 1897) e a Bulgária (um principado autônomo desde 1878) incorporou a província anteriormente distinta da Rumélia Oriental (1885). Todos os três países, assim como Montenegro, buscaram territórios adicionais dentro da grande região governada pelos otomanos conhecida como Rumélia, compreendendo a Rumélia Oriental, a Albânia, a Macedônia e a Trácia.
A Primeira Guerra dos Balcãs teve algumas causas principais, que incluíram:   
1. O Império Otomano foi incapaz de se reformar, governar satisfatoriamente ou lidar com o crescente nacionalismo étnico de seus diversos povos.
2. A perda da Líbia para a Itália em 1911 e as revoltas nas províncias albanesas mostraram que o Império estava profundamente "ferido" e incapaz de reagir contra outra guerra.
3. As Grandes Potências brigaram entre si e não conseguiram garantir que os Otomanos realizariam as reformas necessárias. Isso levou os estados dos Balcãs a impor sua própria solução.
4. As populações cristãs da parte europeia do Império Otomano foram oprimidas pelo Reinado Otomano, forçando assim os estados cristãos dos Balcãs a agir.
5. Mais importante ainda, a Liga Balcânica foi formada, e seus membros estavam confiantes de que, nessas circunstâncias, uma declaração de guerra organizada e simultânea ao Império Otomano seria a única maneira de proteger seus compatriotas e expandir seus territórios na Península Balcânica.

### Políticas das Grandes Potências

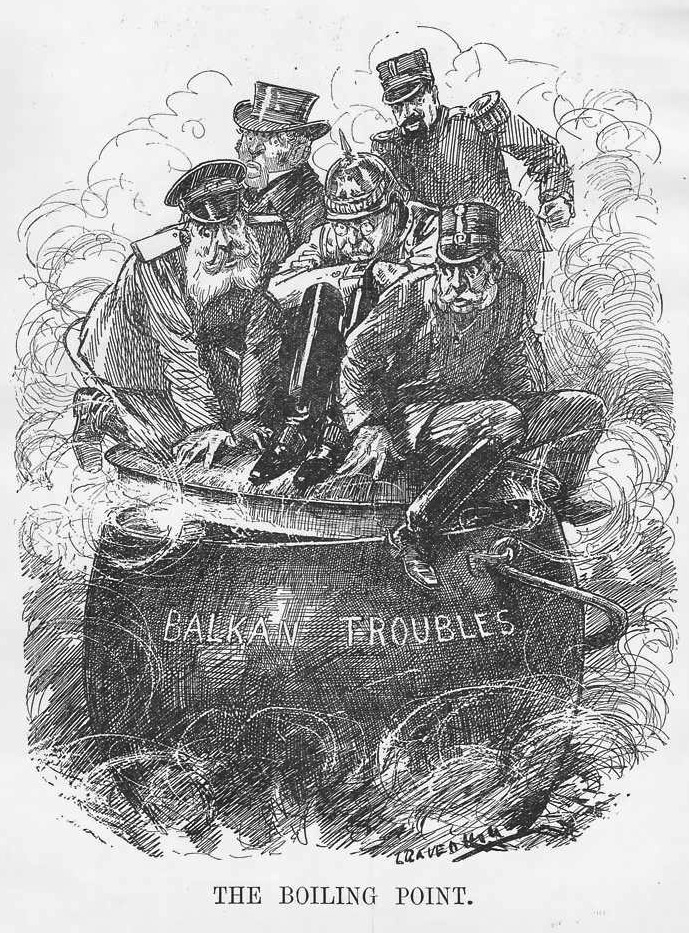
Uma charge da Punch de 2 de outubro de 1912, do cartunista inglês Leonard Raven-Hill, retratando a Grã-Bretanha, França, Alemanha, Áustria-Hungria e Rússia sentadas sobre uma tampa em cima de uma panela marcada como "Problemas dos Balcãs", satirizando a situação nos Balcãs que levou à Primeira Guerra dos Balcãs

Ao longo do século XIX, as Grandes Potências compartilhavam objetivos diferentes sobre a "Questão Oriental" e a integridade do Império Otomano. A Rússia queria ter acesso às "águas quentes" do Mediterrâneo a partir do Mar Negro; então, seguiu uma política externa pan-eslava e apoiou a Bulgária e a Sérvia. A Grã-Bretanha desejava negar à Rússia o acesso às "águas quentes" e apoiava a integridade do Império Otomano, embora também apoiasse uma expansão limitada da Grécia como um plano B caso a integridade do Império Otomano não fosse possível. A França desejava fortalecer a sua posição na região, especialmente no Levante (hoje Líbano, Síria e Israel). 
A Áustria-Hungria governada pelos Habsburgos desejava a continuação da existência do Império Otomano, já que ambos eram entidades multinacionais problemáticas e, portanto, o colapso de um poderia enfraquecer o outro. Os Habsburgos também viam uma forte presença otomana na área como um contrapeso ao chamado nacionalista sérvio aos seus próprios súditos sérvios na Bósnia, Voivodina e outras partes do império. O principal objetivo da Itália na época parece ter sido negar o acesso ao Mar Adriático a outra grande potência marítima. O Império Alemão, por sua vez, sob a política "Drang nach Osten", aspirava transformar o Império Otomano em sua própria colônia de fato e, assim, apoiava sua integridade. No final do século XIX e início do século XX, a Bulgária e a Grécia disputaram a Macedônia e a Trácia otomanas. Os gregos étnicos buscavam a "helenização" forçada dos búlgaros étnicos, que buscavam a "bulgarização" dos gregos (ascensão do nacionalismo). Ambas as nações enviaram tropas irregulares armadas ao território otomano para proteger e ajudar seus parentes étnicos. A partir de 1904, houve uma guerra de baixa intensidade na Macedônia entre os bandos grego e búlgaro e o exército otomano (a Luta pela Macedônia). Após a revolução dos Jovens Turcos de Julho de 1908, a situação mudou drasticamente. 

### Revolução dos Jovens Turcos
A Revolução dos Jovens Turcos de 1908 viu o restabelecimento da monarquia constitucional no Império Otomano e o início da Segunda Era Constitucional. Quando a revolta eclodiu, ela foi apoiada por intelectuais, pelo exército e por quase todas as minorias étnicas do Império. Forçou o sultão Abdulamide II a readotar a extinta constituição otomana de 1876 e o parlamento. Esperanças de reformas e autonomia foram despertadas entre as etnias balcânicas. Foram realizadas eleições para formar um parlamento otomano representativo e multiétnico. No entanto, após o contra-golpe falhado do sultão em 1909, o elemento liberal dos Jovens Turcos foi posto de lado e o elemento nacionalista tornou-se dominante. 

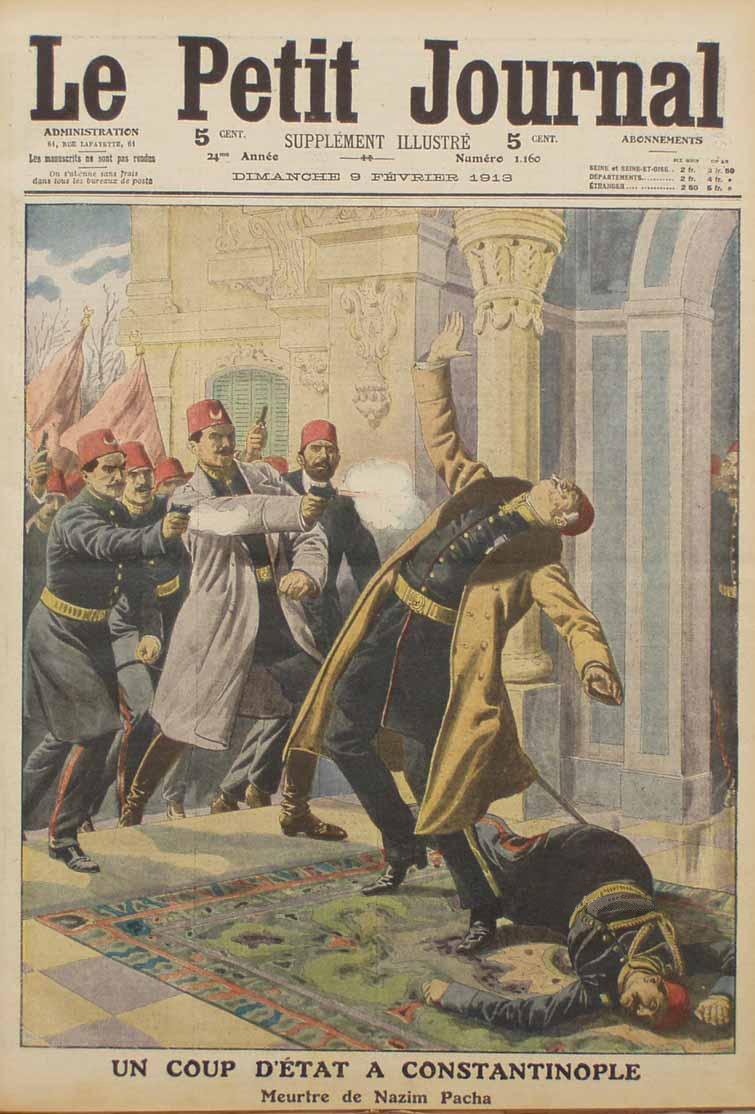
Nazim Paxá, chefe do Estado-Maior do exército otomano, foi assassinado em janeiro de 1913 pelos Jovens Turcos devido ao seu fracasso.

Em outubro de 1908, a Áustria-Hungria aproveitou a oportunidade da agitação política otomana para anexar a província otomana de jure da Bósnia e Herzegovina, que ocupava desde 1878 (ver Crise da Bósnia). A Bulgária declarou independência como havia feito em 1878, mas desta vez a independência foi reconhecida internacionalmente. Os gregos do Estado autônomo de Creta proclamaram a unificação com a Grécia, embora a oposição das Grandes Potências tenha impedido que esta última ação tivesse efeito prático. 

### Reação nos Estados balcânicos
A Sérvia ficou frustrada no norte com a incorporação da Bósnia pela Áustria-Hungria. Em março de 1909, a Sérvia foi forçada a aceitar a anexação e conter a agitação anti-Habsburgo dos nacionalistas sérvios. Em vez disso, o governo sérvio (PM: Nikola Pašić) olhou para os antigos territórios sérvios no sul, principalmente a "Velha Sérvia" (o Sanjaco de Novi Pazar e a província de Kosovo). 
Em 15 de agosto de 1909, a Liga Militar, um grupo de oficiais gregos, lançou um golpe. A Liga Militar buscava a criação de um novo sistema político e, assim, convocou o político cretense Eleftherios Venizelos a Atenas como seu conselheiro político. Venizelos persuadiu o Rei Jorge I a revisar a constituição e pediu que a Liga se dissolvesse em favor de uma Assembleia Nacional. Em março de 1910, a Liga Militar dissolveu-se.  
A Bulgária, que tinha garantido o reconhecimento otomano da sua independência em Abril de 1909 e gozava da amizade da Rússia,  também pretendia anexar distritos da Trácia e da Macedónia otomanas. Em agosto de 1910, Montenegro seguiu o precedente da Bulgária e se tornou um reino.

### Tratados pré-guerra

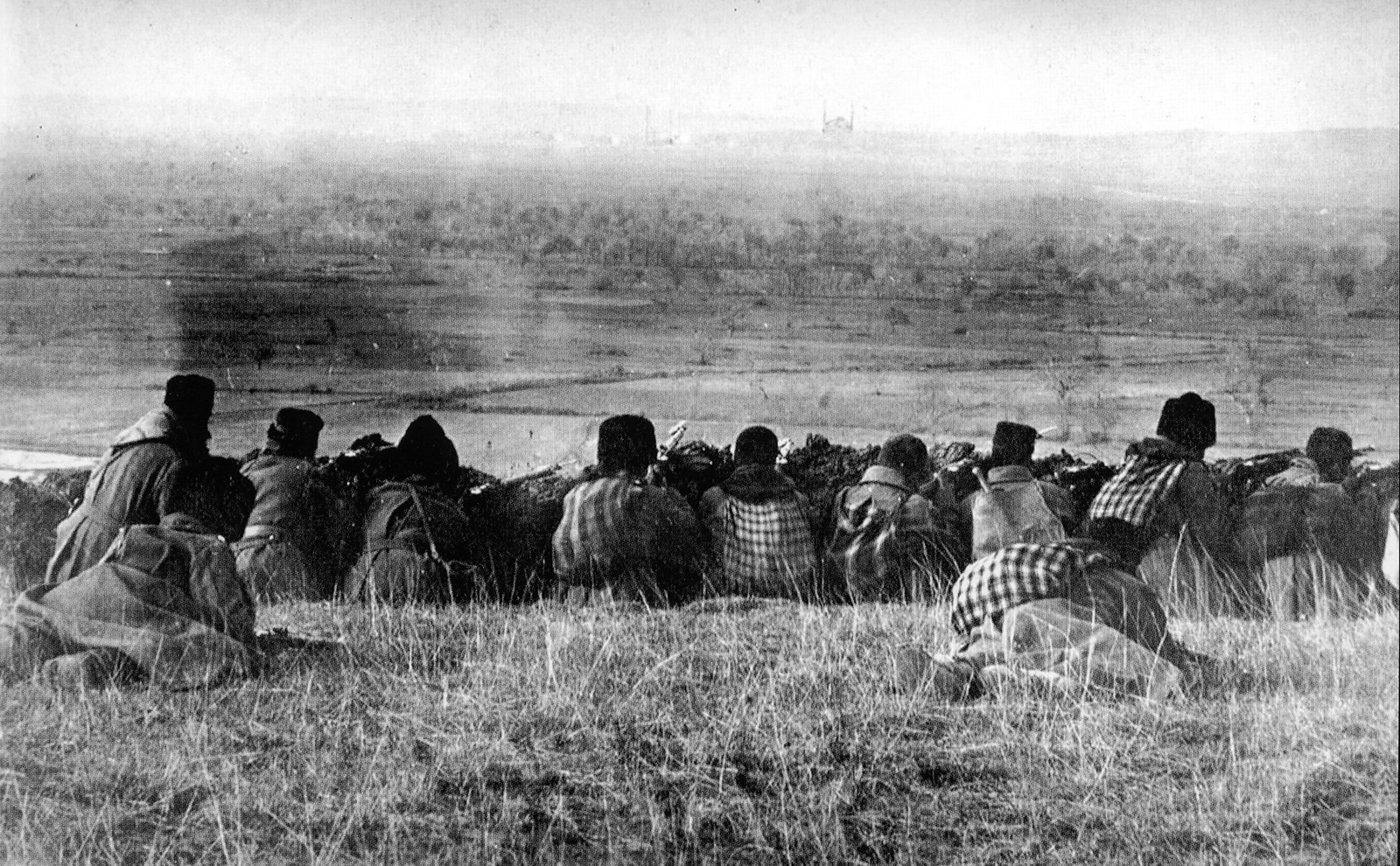
Forças búlgaras esperando para iniciar seu ataque a Adrianópolis

Após a vitória italiana na Guerra Ítalo-Turca de 1911-1912, a severidade da política otomana do regime dos Jovens Turcos e uma série de três revoltas na Albânia controlada pelos otomanos, os Jovens Turcos caíram do poder após um golpe. Os países cristãos dos Balcãs foram forçados a agir e viram isso como uma oportunidade de promover sua agenda nacional, expandindo-se nos territórios do império em queda e libertando seus compatriotas escravizados. Para conseguir isso, uma ampla rede de tratados foi construída e uma aliança foi formada. 
A negociação entre os governos dos estados dos Bálcãs começou no final de 1911 e foi toda conduzida em segredo. Os tratados e convenções militares foram publicados em traduções francesas após as Guerras dos Balcãs, de 24 a 26 de novembro, no Le Matin, Paris, França  Em abril de 1911, a tentativa do primeiro-ministro grego Eleutherios Venizelos de chegar a um acordo com o primeiro-ministro búlgaro e formar uma aliança defensiva contra o Império Otomano foi infrutífera, devido às dúvidas que os búlgaros tinham sobre a força do exército grego.  Mais tarde naquele ano, em dezembro de 1911, a Bulgária e a Sérvia concordaram em iniciar negociações para formar uma aliança sob a rigorosa inspeção da Rússia. O tratado entre a Sérvia e a Bulgária foi assinado em 29 de fevereiro/13 de março de 1912. A Sérvia procurou expandir-se para a "Velha Sérvia" e, como Milan Milovanovich observou em 1909 ao homólogo búlgaro, "Enquanto não estivermos aliados a vocês, a nossa influência sobre os croatas e eslovenos será insignificante".  Por outro lado, a Bulgária queria a autonomia da região da Macedônia sob a influência dos dois países. O então Ministro dos Negócios Estrangeiros da Bulgária, General Stefan Paprikov, declarou em 1909 que, "Ficará claro que, se não hoje, então amanhã, a questão mais importante será novamente a Questão Macedónia. E esta questão, aconteça o que acontecer, não pode ser decidida sem a participação mais ou menos directa dos Estados dos Balcãs".  Por último, mas não menos importante, eles anotaram as divisões que deveriam ser feitas nos territórios otomanos após um resultado vitorioso da guerra. A Bulgária ganharia todos os territórios a leste das montanhas Rodopi e do rio Strimona, enquanto a Sérvia anexaria os territórios a norte e a oeste do Monte Skardu. 
O pacto de aliança entre a Grécia e a Bulgária foi finalmente assinado em 16/29 de maio de 1912, sem estipular qualquer divisão específica dos territórios otomanos.   No verão de 1912, a Grécia procedeu à celebração de “acordos de cavalheiros” com a Sérvia e Montenegro.  Apesar de um rascunho do pacto de aliança com a Sérvia ter sido apresentado em 22 de outubro, um pacto formal nunca foi assinado devido à eclosão da guerra. Como resultado, a Grécia não tinha nenhum compromisso territorial ou de outro tipo, além da causa comum de lutar contra o Império Otomano.
Em abril de 1912, Montenegro e Bulgária chegaram a um acordo que incluía ajuda financeira a Montenegro em caso de guerra com o Império Otomano. Um acordo de cavalheiros com a Grécia foi alcançado logo depois, como mencionado anteriormente. No final de setembro, foi alcançada uma aliança política e militar entre Montenegro e Sérvia.  No final de setembro de 1912, a Bulgária tinha alianças formais e escritas com a Sérvia, Grécia e Montenegro. Uma aliança formal também foi assinada entre Sérvia e Montenegro, enquanto os acordos greco-montenegrinos e greco-sérvios eram basicamente "acordos de cavalheiros" orais. Todos estes completaram a formação da Liga Balcânica. 

### Liga Balcânica
Naquela época, os estados balcânicos tinham conseguido manter exércitos numerosos, em relação à população de cada país, e ansiosos por agir, inspirados pela ideia de que libertariam as partes escravizadas da sua terra natal.  O Exército Búlgaro era o exército líder da coalizão. Era um exército bem treinado e totalmente equipado, capaz de enfrentar o Exército Imperial. Foi sugerido que a maior parte do exército búlgaro estaria na frente trácia, pois esperava-se que a frente próxima à capital otomana seria a mais crucial. O Exército Sérvio atuaria na frente macedônia, pois o Exército Grego era considerado impotente, mas a Grécia era necessária na Liga Balcânica por sua marinha e sua capacidade de dominar o Mar Egeu, impedindo o envio de reforços aos Exércitos Otomanos.
Em 13 (O.S.)/26 de setembro de 1912, a mobilização otomana na Trácia forçou a Sérvia e a Bulgária a agir e ordenar sua própria mobilização. Nos dias 17 e 30 de setembro, a Grécia também ordenou a mobilização. Em 25 de setembro/8 de outubro, Montenegro declarou guerra ao Império Otomano, após o fracasso das negociações sobre o status da fronteira. Em 30 de setembro/13 de outubro, os embaixadores da Sérvia, Bulgária e Grécia entregaram o ultimato comum ao governo otomano, que foi imediatamente rejeitado. O Império retirou os seus embaixadores de Sófia, Belgrado e Atenas, enquanto os diplomatas búlgaros, sérvios e gregos deixaram a capital otomana entregando a declaração de guerra em 17 de outubro de 1912. 

## Primeira Guerra dos Balcãs

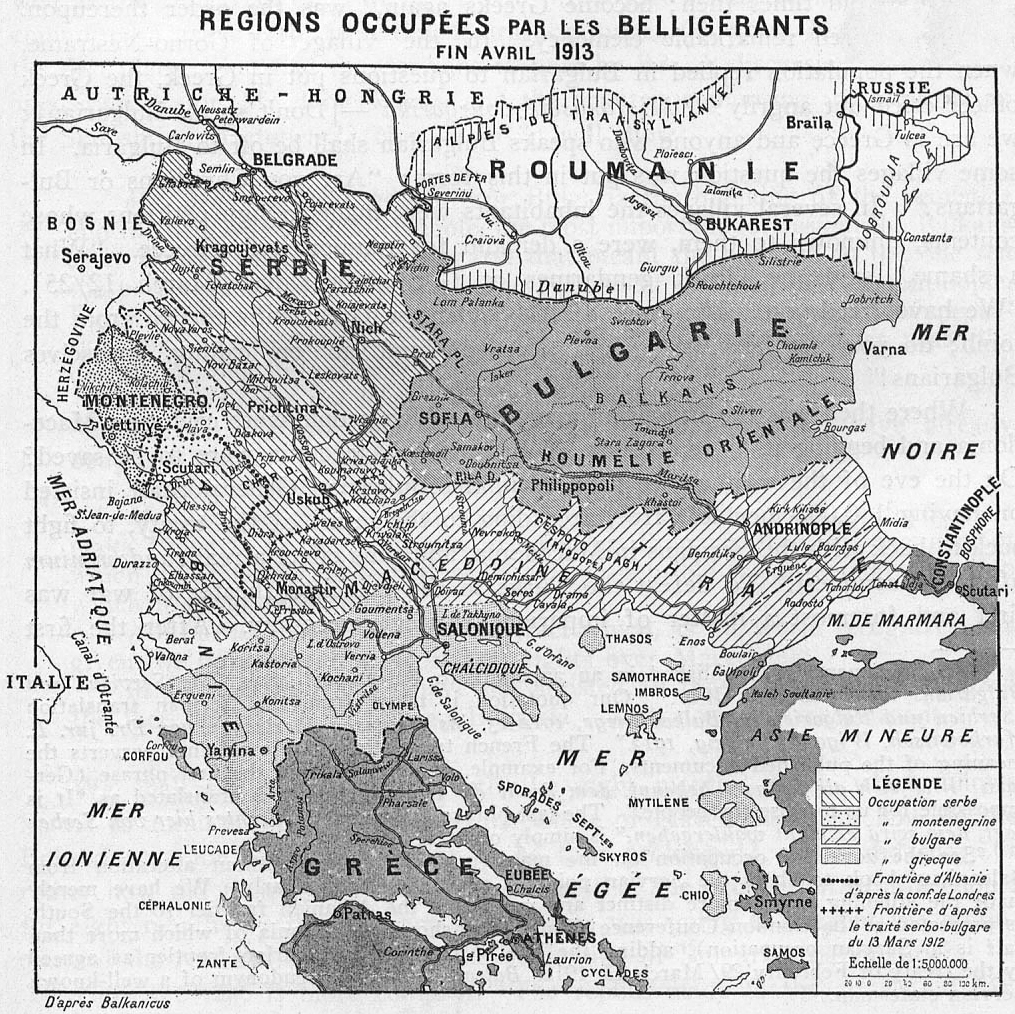
Mudanças territoriais como resultado da Primeira Guerra dos Balcãs, a partir de abril de 1913, mostrando a linha de expansão acordada antes da guerra entre a Sérvia e a Bulgária

Os três aliados eslavos (Bulgária, Sérvia e Montenegro) haviam elaborado planos abrangentes para coordenar seus esforços de guerra, em continuação aos seus acordos secretos pré-guerra e sob rigorosa supervisão russa (a Grécia não foi incluída). Sérvia e Montenegro atacariam no teatro de operações de Sanjaco, na Bulgária, e Sérvia na Macedônia e na Trácia. 

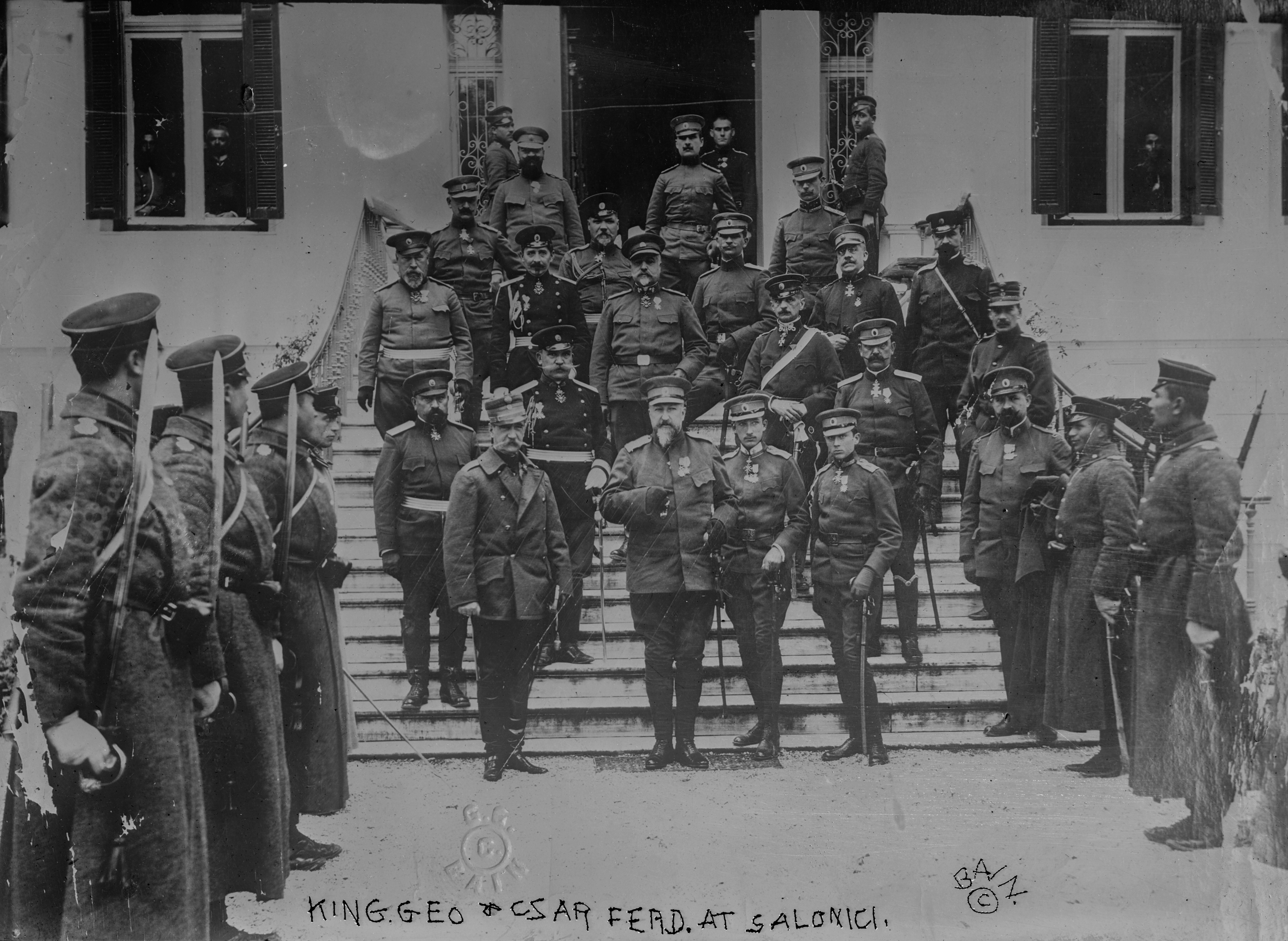
O pomo da discórdia: Rei Jorge I da Grécia e Czar Fernando da Bulgária em Tessalônica, dezembro de 1912. Apesar da aliança, o antagonismo greco-búlgaro sobre a cidade e a Macedônia não diminuiu.

A situação do Império Otomano era difícil. Sua população é de cerca de 26 milhões de pessoas forneciam uma enorme quantidade de mão de obra, mas três quartos da população viviam na parte asiática do Império. Os reforços tinham que vir da Ásia principalmente por mar, o que dependia do resultado das batalhas entre as marinhas turca e grega no Egeu. 

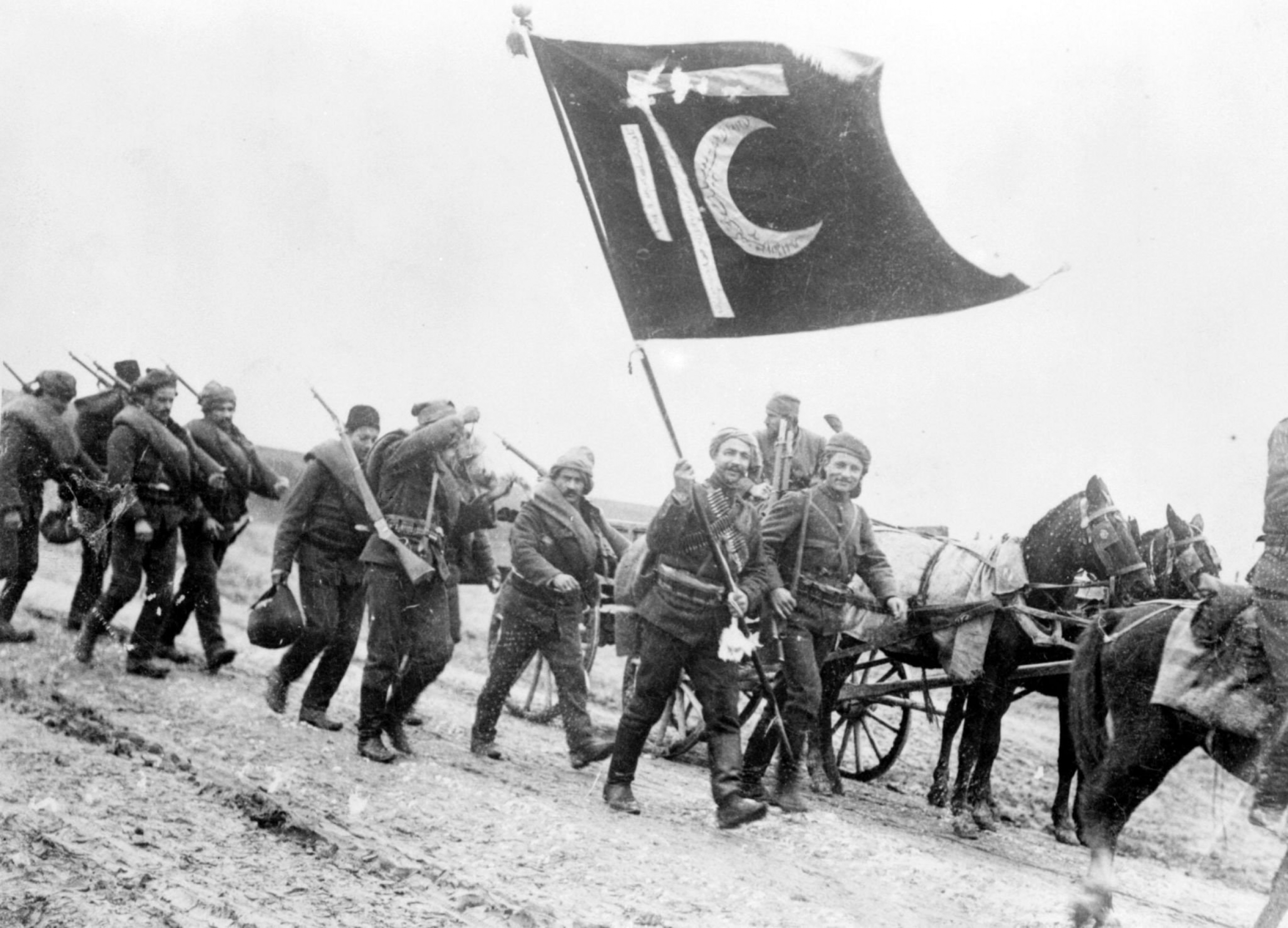
Voluntários turcos se juntam ao exército nas Guerras dos Balcãs, 1912

Com a eclosão da guerra, o Império Otomano ativou três quartéis-generais do Exército: o quartel-general trácio em Constantinopla, o quartel-general ocidental em Salônica e o quartel-general de Vardar em Escópia, contra os búlgaros, os gregos e os sérvios, respectivamente. A maior parte das forças disponíveis foi alocada nessas frentes. Unidades independentes menores foram alocadas em outros lugares, principalmente em torno de cidades fortemente fortificadas. 
Montenegro foi o primeiro a declarar guerra em 8 de outubro  (25 de setembro OS). Seu principal ataque foi em direção a Shkodra, com operações secundárias na área de Novi Pazar. O restante dos Aliados, após dar um ultimato comum, declarou guerra uma semana depois. A Bulgária atacou em direção à Trácia Oriental, sendo detida apenas nos arredores de Constantinopla, na linha de Çatalca e no istmo da península de Galípoli, enquanto forças secundárias capturaram a Trácia Ocidental e a Macedônia Oriental. A Sérvia atacou ao sul em direção a Escópia e Monastir e então virou para o oeste até a atual Albânia, alcançando o Adriático, enquanto um segundo exército capturou Kosovo e se uniu às forças montenegrinas. As principais forças da Grécia atacaram da Tessália até a Macedônia através do estreito de Sarantaporo. Em 7 de novembro, em resposta a uma iniciativa otomana, eles iniciaram negociações para a rendição de Tessalônica . Com os gregos já lá, e a 7ª Divisão Rila búlgara movendo-se rapidamente do norte em direção a Tessalônica, Haçane Tassim Paxá considerou que sua posição era desesperadora.  Os gregos ofereceram termos mais atraentes do que os búlgaros. Em 8 de novembro, Tassim Paxá concordou com os termos e 26.000 soldados otomanos passaram para o cativeiro grego. Antes dos gregos entrarem na cidade, um navio de guerra alemão levou o antigo sultão Abdulamide II para fora de Tessalônica para continuar seu exílio, do outro lado do Bósforo, a partir de Constantinopla. Com seu exército em Tessalônica, os gregos tomaram novas posições a leste e nordeste, incluindo Nigrita . Em 12 de novembro (em 26 de outubro de 1912, O.S.), a Grécia expandiu sua área ocupada e se uniu ao exército sérvio ao noroeste, enquanto suas principais forças se voltaram para o leste em direção a Cavala, alcançando os búlgaros. Outro exército grego atacou o Epiro em direção a Ioannina. 
Na frente naval, a frota otomana saiu duas vezes dos Dardanelos e foi derrotada duas vezes pela Marinha grega, nas batalhas de Elli e Lemnos. O domínio grego no Mar Egeu tornou impossível aos otomanos transferirem as tropas planeadas do Médio Oriente para as frentes da Trácia (contra os búlgaros) e da Macedónia (contra os gregos e os sérvios).  De acordo com EJ Erickson, a Marinha Grega também desempenhou um papel crucial, embora indireto, na campanha da Trácia, ao neutralizar nada menos que três Corpos Trácios (ver Primeira Guerra Balcânica, o teatro de operações búlgaro), uma parte significativa do Exército Otomano ali, na importantíssima rodada de abertura da guerra.  Após a derrota da frota otomana, a Marinha grega também ficou livre para ocupar as ilhas do Mar Egeu. O general Nikola Ivanov identificou a atividade da Marinha Grega como o principal fator no sucesso geral dos aliados.  
Em janeiro, após um golpe bem-sucedido de jovens oficiais do exército, o Império Otomano decidiu continuar a guerra. Após um contra-ataque otomano fracassado na frente da Trácia Ocidental, as forças búlgaras, com a ajuda do exército sérvio, conseguiram conquistar Adrianópolis, enquanto as forças gregas conseguiram tomar Ioannina após derrotar os otomanos na Batalha de Bizani. No teatro de operações conjunto sérvio-montenegrino, o exército montenegrino sitiou e capturou Shkodra, encerrando a presença otomana na Europa a oeste da linha de Çatalca depois de quase 500 anos. A guerra terminou oficialmente com o Tratado de Londres em 30 (17) de maio de 1913. 

## Prelúdio da Segunda Guerra dos Balcãs
Após pressão das Grandes Potências sobre a Grécia e a Sérvia, que tinham adiado a assinatura para fortalecer as suas posições defensivas,  a assinatura do Tratado de Londres teve lugar a 30 de Maio de 1913. Com este tratado, a guerra entre os Aliados dos Balcãs e o Império Otomano chegou ao fim. A partir de então, as Grandes Potências tinham o direito de decisão sobre os ajustes territoriais que deveriam ser feitos, o que levou até mesmo à criação de uma Albânia independente. Todas as ilhas do Mar Egeu pertencentes ao Império Otomano, com exceção de Imbros e Tenedos, foram entregues aos gregos, incluindo a ilha de Creta. 

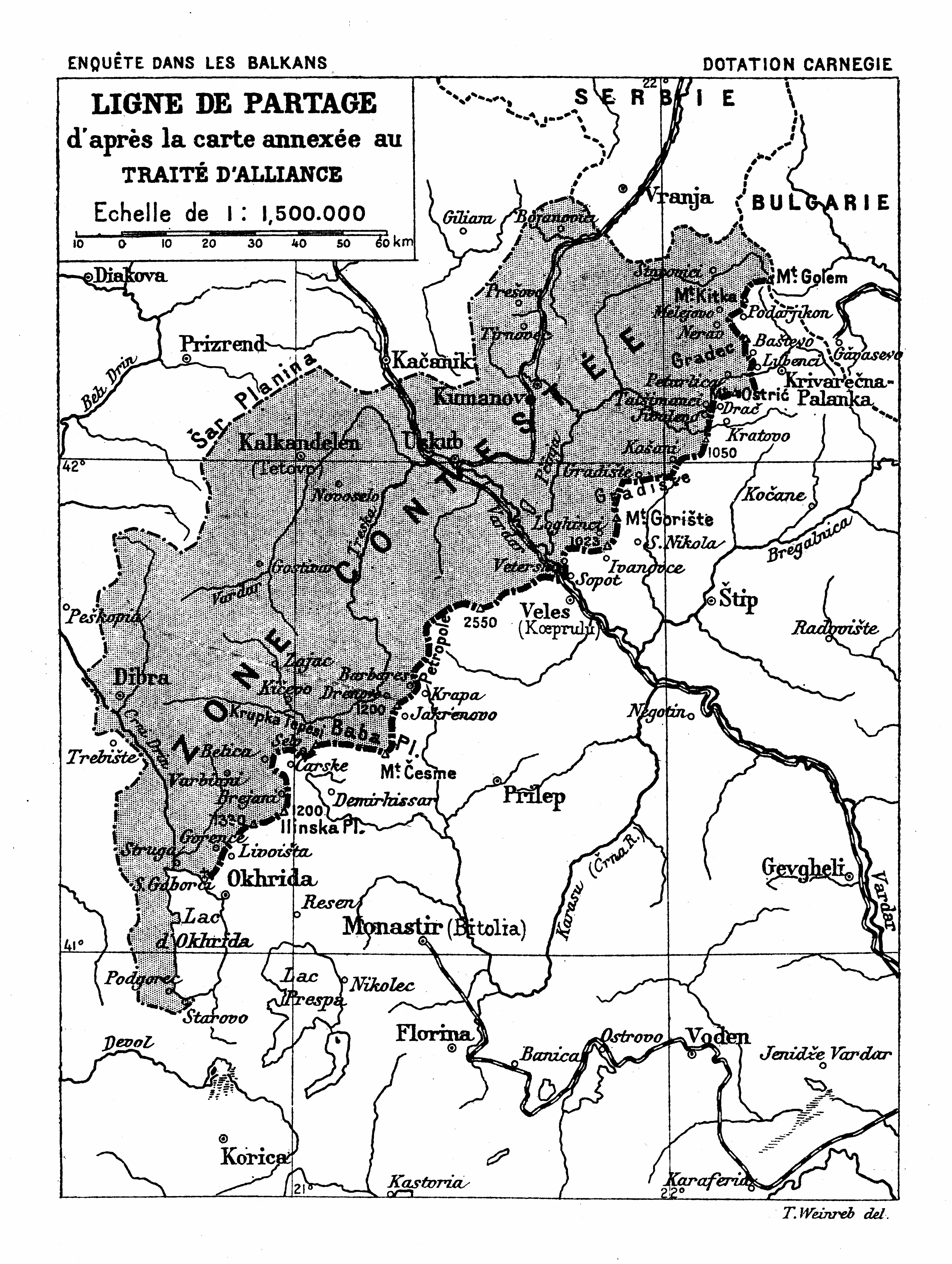
O acordo pré-guerra servo-búlgaro sobre a divisão da Macedônia, com a Zona Contestada marcada em cinza

Além disso, todo o território europeu do Império Otomano a oeste da linha Enos-Midiya (Enez-Kıyıköy) foi cedido à Liga dos Balcãs, mas a divisão do território entre a Liga não seria decidida pelo próprio Tratado. 
Este evento levou à formação de duas zonas de ocupação militar 'de fato' no território macedônio, enquanto a Grécia e a Sérvia tentavam criar uma fronteira comum. Por sua vez, os búlgaros ficaram furiosos com a recusa da Sérvia em honrar seus compromissos sob o Tratado Servo-Búlgaro de 1912, que dividiu a região geográfica da Macedônia em duas zonas, uma disputada entre a Sérvia e a Bulgária, e outra, reconhecida pelos dois países como búlgara por direito. 
Antes da guerra, a Sérvia havia renunciado à sua reivindicação ao território a leste da linha Ocrida-Kriva Palanka em favor da Bulgária (a "Zona Não Contestada"), enquanto o futuro de cerca de 11.000km2 de território, formando o canto noroeste da região geográfica da Macedônia (a "Zona Contestada"), seria decidido pelo Imperador Russo, que era o Árbitro Sênior e Fiador da aliança. 
Assegurada pelas cláusulas do Tratado de que receberia o que considerava ser a sua justa quota da Macedônia, a Bulgária enviou quase todas as suas tropas para a frente da Trácia, que se esperava que decidisse, e acabou por decidir, o resultado da guerra.  Ao mesmo tempo, a Sérvia avançou para Kosovo e para o norte da Macedônia. 
Como o estabelecimento de um estado albanês independente, mediado pela Itália e pela Áustria-Hungria, privou os sérvios do seu tão cobiçado porto no Adriático, eles exigiram não apenas toda a Zona Contestada, mas também toda a Zona Não Contestada que haviam ocupado. Os esforços búlgaros para apelar ao Imperador Russo, citando, por exemplo, as cláusulas do Tratado, a diferença material entre as baixas sérvias (29.698)  e búlgaras (87.926)  ou a rendição da cidade búlgara de Silistra à Romênia como compensação pela sua neutralidade contínua revelaram-se inúteis.  O Ministro dos Negócios Estrangeiros russo, Sergey Sazonov, continuou a encorajar a Bulgária a aderir a uma lista cada vez maior de exigências sérvias. 
No final, a excessiva dependência da Bulgária no Império Russo, uma potência que havia anatematizado a Unificação da Bulgária, convidou o sultão otomano a reconquistar a Rumélia Oriental e organizou um golpe contra o príncipe búlgaro apenas três décadas antes e que havia observado a investida de Fernando em direção a Istambul com alarme mal disfarçado devido às suas próprias aspirações de longa data em relação ao Estreito Turco,     A relutância da Bulgária em chegar a um compromisso com a Grécia, apesar de várias tentativas feitas pelo primeiro-ministro grego Venizelos,  e a insistência sérvia em manter todo o território conquistado, abriu caminho para outro conflito.
Em 1º de maio de 1913, Grécia e Sérvia resolveram suas diferenças e assinaram uma aliança militar contra a Bulgária. Na noite de 29 de junho de 1913, o exército búlgaro fez uma tentativa imprudente de obter vantagem nas negociações, expulsando as forças sérvias e gregas de vários territórios disputados sem um plano de batalha ou declaração de guerra, pensando ingenuamente que isso seria considerado uma mera altercação. Em vez disso, a acção deu à Sérvia e à Grécia um casus belli e deu início à Segunda Guerra dos Balcãs .   

## Segunda Guerra dos Balcãs
Embora os aliados dos Bálcãs tenham lutado juntos contra o inimigo comum, isso não foi suficiente para superar suas rivalidades mútuas. No documento original da Liga dos Bálcãs, a Sérvia prometeu à Bulgária a maior parte da Macedônia. Mas antes que a primeira guerra chegasse ao fim, a Sérvia (violando o acordo anterior) e a Grécia revelaram seu plano de manter a posse dos territórios que suas forças haviam ocupado. Este ato levou o czar da Bulgária a invadir seus aliados. A Segunda Guerra dos Balcãs eclodiu em 29 (16) de junho de 1913,  quando a Bulgária atacou seus antigos aliados na Primeira Guerra dos Balcãs, Sérvia e Grécia, enquanto Montenegro e o Império Otomano intervieram mais tarde contra a Bulgária, com a Romênia atacando a Bulgária pelo norte, em violação a um tratado de paz. 

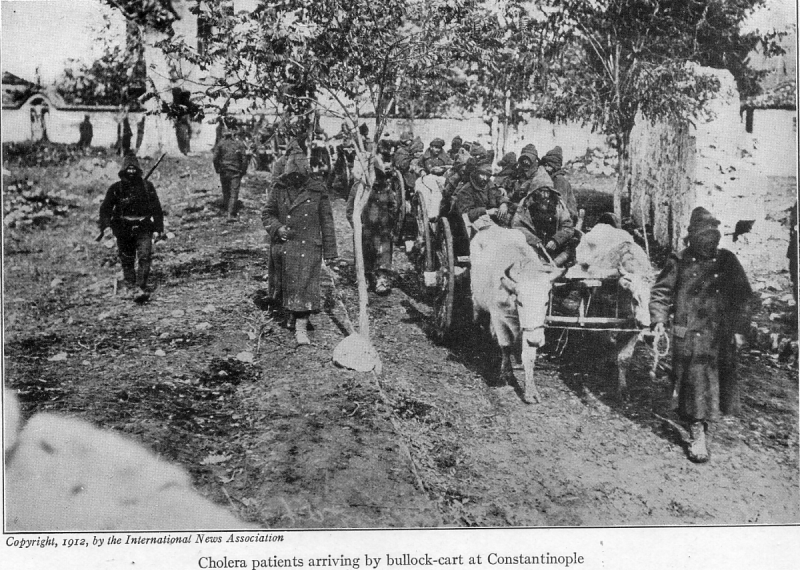
A cólera era comum entre os soldados das nações combatentes

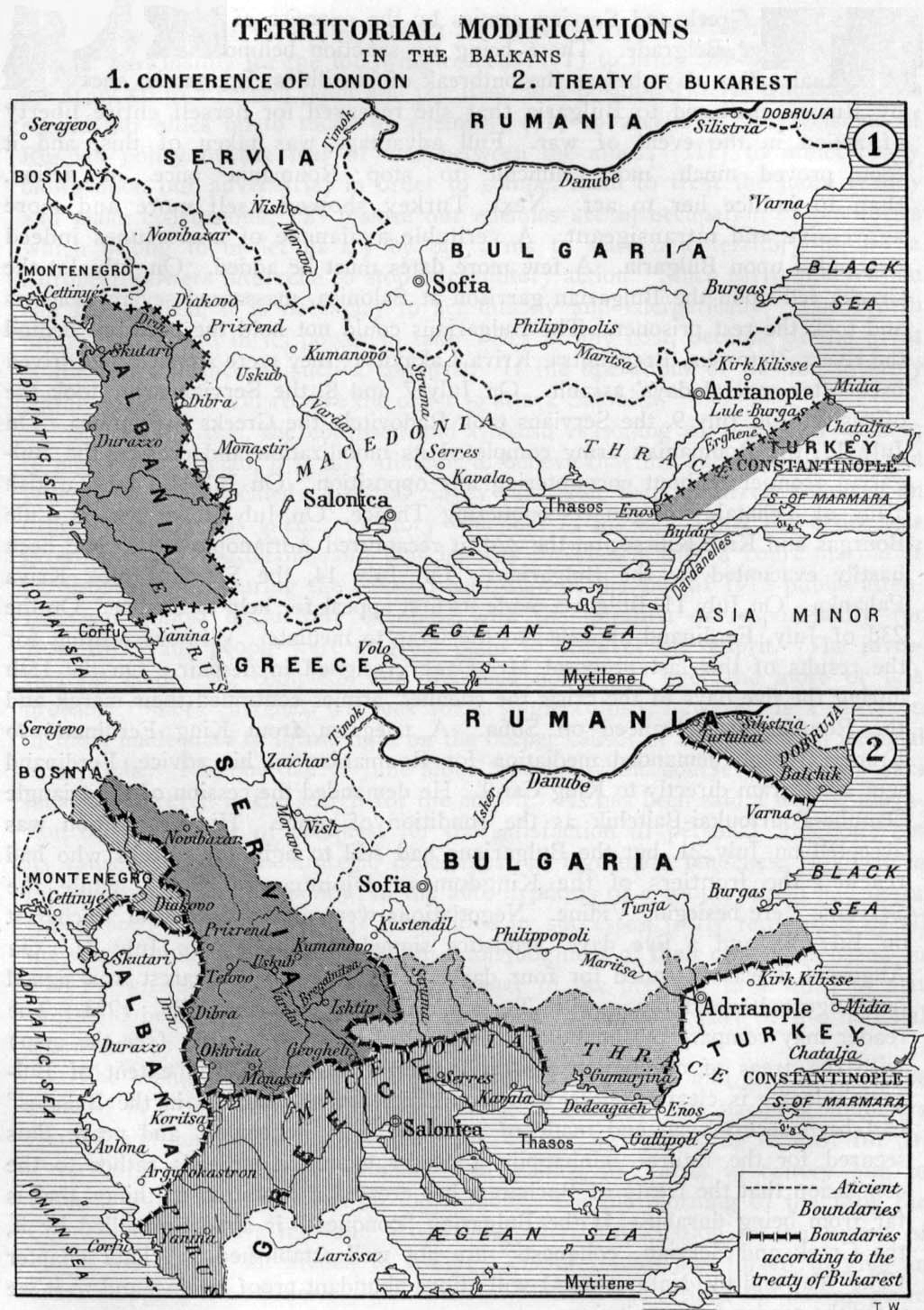
Fronteiras nos Balcãs após a Primeira e a Segunda Guerra dos Balcãs (1912–1913)

Quando o exército grego entrou em Tessalônica na Primeira Guerra Balcânica, à frente da 7ª divisão búlgara por apenas um dia, eles foram solicitados a permitir que um batalhão búlgaro entrasse na cidade. A Grécia aceitou em troca permitir que uma unidade grega entrasse na cidade de Serres. A unidade búlgara que entrou em Tessalônica acabou sendo uma divisão de 18.000 homens em vez de um batalhão, o que causou preocupação entre os gregos, que viram isso como uma tentativa búlgara de estabelecer um condomínio sobre a cidade. No evento, devido aos reforços urgentemente necessários na frente trácia, o Quartel-General Búlgaro foi logo forçado a remover suas tropas da cidade (enquanto os gregos concordaram por tratado mútuo em remover suas unidades baseadas em Serres) e transportá-las para Dedeağaç (moderna Alexandrópolis), mas deixou para trás um batalhão que começou a fortificar suas posições. 
A Grécia também permitiu que os búlgaros controlassem o trecho da ferrovia Tessalônica-Constantinopla que ficava em território ocupado pelos gregos, já que a Bulgária controlava a maior parte dessa ferrovia em direção à Trácia. Após o fim das operações na Trácia, e confirmando as preocupações gregas, a Bulgária não ficou satisfeita com o território que controlava na Macedônia e imediatamente pediu à Grécia que renunciasse ao controle sobre Tessalônica e as terras ao norte de Pieria, efetivamente entregando toda a Macedônia grega. Essas exigências, juntamente com a recusa búlgara de desmobilizar seu exército após o Tratado de Londres ter encerrado a guerra comum contra os otomanos, alarmaram a Grécia, que decidiu também manter seu exército mobilizado. Um mês após o início da Segunda Guerra dos Balcãs, a comunidade búlgara de Tessalônica não existia mais, pois centenas de moradores búlgaros de longa data foram presos. Mil e trezentos soldados búlgaros e cerca de quinhentos komitadjis também foram presos e transferidos para prisões gregas. Em Novembro de 1913, os búlgaros foram forçados a admitir a sua derrota, uma vez que os gregos receberam reconhecimento internacional pela sua reivindicação de Salônica. 
Da mesma forma, na moderna Macedônia do Norte, a tensão entre a Sérvia e a Bulgária devido às aspirações desta última sobre a Macedônia de Vardar gerou muitos incidentes entre seus respectivos exércitos, levando a Sérvia a manter seu exército mobilizado. Sérvia e Grécia propuseram que cada um dos três países reduzisse seu exército em um quarto, como primeiro passo para uma solução pacífica, mas a Bulgária rejeitou. Vendo os presságios, Grécia e Sérvia iniciaram uma série de negociações e assinaram um tratado em 1º de junho (19 de maio) de 1913. Com este tratado, uma fronteira mútua foi acordada entre os dois países, juntamente com um acordo de apoio militar e diplomático mútuo em caso de um ataque búlgaro e/ou austro-húngaro. O czar Nicolau II da Rússia, bem informado, tentou impedir o conflito iminente em 8 de junho, enviando uma mensagem pessoal idêntica aos reis da Bulgária e da Sérvia, oferecendo-se para atuar como árbitro de acordo com as disposições do tratado servo-búlgaro de 1912. Mas a Bulgária, ao tornar condicional a aceitação da arbitragem russa, negou efetivamente qualquer discussão, fazendo com que a Rússia repudiasse sua aliança com a Bulgária (ver convenção militar russo-búlgara assinada em 31 de maio de 1902). 
Os sérvios e os gregos tinham uma vantagem militar na véspera da guerra porque os seus exércitos enfrentaram forças otomanas comparativamente fracas na Primeira Guerra dos Balcãs e sofreram baixas relativamente leves,  enquanto os búlgaros estavam envolvidos em combates pesados na Trácia. Os sérvios e gregos tiveram tempo para fortalecer suas posições na Macedônia. Os búlgaros também detinham algumas vantagens, controlando a comunicação interna e as linhas de abastecimento. 
Em 29 (16) de junho de 1913, o general Savov, sob ordens diretas do czar Fernando I, emitiu ordens de ataque contra a Grécia e a Sérvia sem consultar o governo búlgaro e sem uma declaração oficial de guerra.  Durante a noite de 30 (17) de junho de 1913, eles atacaram o exército sérvio no rio Bregalnica e depois o exército grego em Nigrita. O exército sérvio resistiu ao ataque noturno repentino, enquanto a maioria dos soldados nem sabia com quem estava lutando, já que os acampamentos búlgaros estavam localizados próximos aos sérvios e eram considerados aliados. As forças de Montenegro estavam a poucos quilômetros de distância e também correram para a batalha. O ataque búlgaro foi interrompido. 
O exército grego também foi bem-sucedido.  Recuou conforme o planejado por dois dias enquanto Tessalônica foi libertada do regimento búlgaro restante. Então, o exército grego contra-atacou e derrotou os búlgaros em Quilquis (Cucuxe), após o que a cidade predominantemente búlgara foi saqueada e queimada e parte de sua população predominantemente búlgara massacrada pelo exército grego.  Após a captura de Qulquis, o ritmo do exército grego não foi rápido o suficiente para impedir a destruição retaliatória de Nigrita, Serres e Doxato e os massacres de habitantes gregos não combatentes em Sidirocastro e Doxato pelo exército búlgaro.  Os gregos cometeram mais crimes de guerra contra a população búlgara durante seu avanço - no total, cerca de 160 aldeias búlgaras foram destruídas e a maior parte de sua população foi expulsa. com múltiplos massacres adicionais da população civil búlgara.  O exército grego então dividiu suas forças e avançou em duas direções. Parte seguiu para o leste e ocupou a Trácia Ocidental. O restante do exército grego avançou até o vale do rio Struma, derrotando o exército búlgaro nas batalhas de Doiran e do Monte Beles, e continuou seu avanço para o norte em direção a Sófia. No estreito de Kresna, os gregos foram emboscados pelos 2º e 1º exércitos búlgaros, recém-chegados da frente sérvia, que já haviam tomado posições defensivas após a vitória búlgara em Kalimanci. 

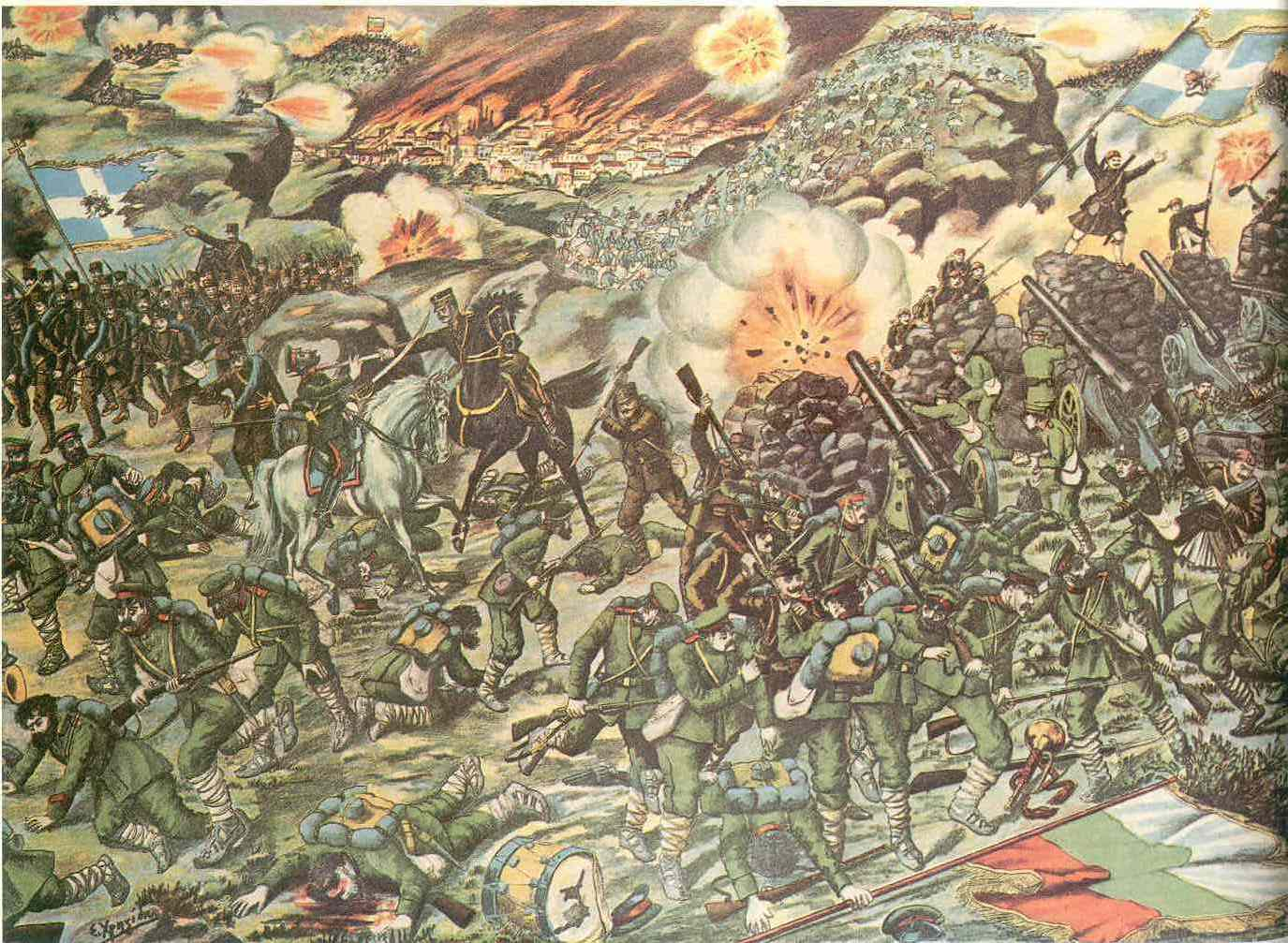
Litografia grega da Batalha de Kilkis–Lachanas

Em 30 de julho, o exército grego foi superado em número pelo exército búlgaro contra-atacante, que tentou cercar os gregos em uma batalha do tipo Canas, aplicando pressão em seus flancos.  O exército grego estava exausto e enfrentava dificuldades logísticas. A batalha continuou por 11 dias, entre 29 de julho e 9 de agosto, durante 20 km de um labirinto de florestas e montanhas sem conclusão. O rei grego, vendo que as unidades com as quais lutava eram da frente sérvia, tentou convencer os sérvios a renovar o ataque, já que a frente à sua frente estava mais estreita, mas os sérvios recusaram. Naquela época, chegaram notícias do avanço romeno em direção a Sófia e sua queda iminente. Diante do perigo de cerco, Constantino percebeu que seu exército não poderia mais continuar as hostilidades. Assim, ele concordou com a proposta de Eleftherios Venizelos e aceitou o pedido búlgaro de armistício, conforme havia sido comunicado pela Romênia. 
A Romênia levantou um exército e declarou guerra à Bulgária em 10 de julho (27 de junho), pois em 28 (15) de junho havia avisado oficialmente a Bulgária que não permaneceria neutra em uma nova guerra nos Bálcãs, devido à recusa da Bulgária em ceder a fortaleza de Silistra, como prometido antes da Primeira Guerra dos Bálcãs, em troca da neutralidade romena. As suas forças encontraram pouca resistência e, quando os gregos aceitaram o pedido búlgaro de armistício, já tinham chegado a Vrajedebna, 11km do centro de Sófia. 
Vendo a posição militar do exército búlgaro, os otomanos decidiram intervir. Eles atacaram e, não encontrando oposição, conseguiram reconquistar todas as suas terras que haviam sido oficialmente cedidas à Bulgária como parte da Conferência de Sófia em 1914, ou seja, a Trácia com sua cidade fortificada de Adrianópolis, recuperando uma área na Europa que era apenas um pouco maior do que o atual território europeu da República da Turquia.  

## Reações entre as Grandes Potências durante as guerras

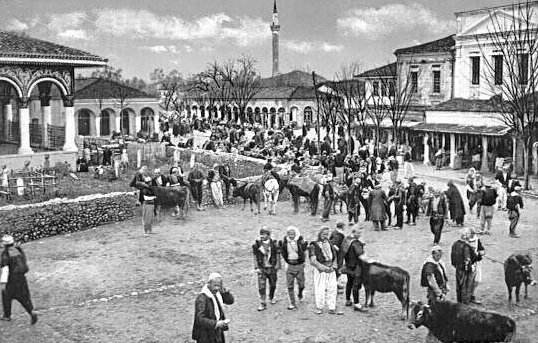
Bazar de Tirana na virada do século XX.

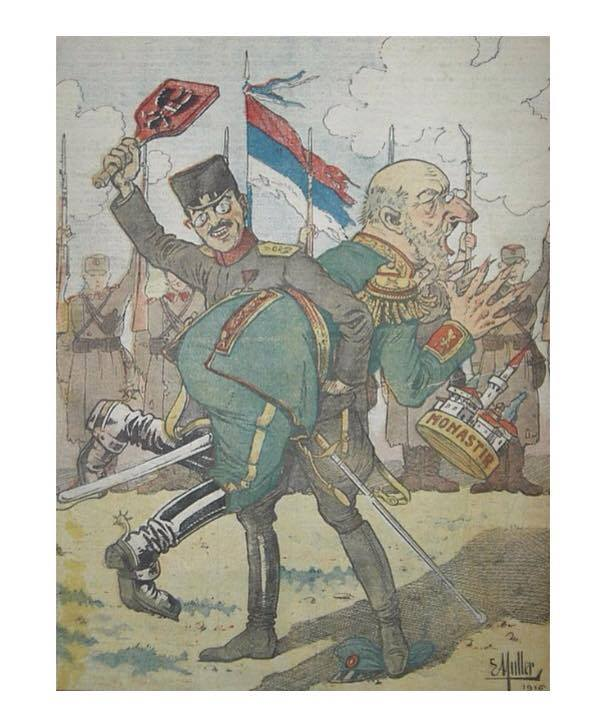
Cartaz de propaganda sérvio, retratando o rei Alexandre I derrotando o governante búlgaro perdedor.

Os acontecimentos que levaram à Primeira Guerra Balcânica não passaram despercebidos pelas Grandes Potências. Embora houvesse um consenso oficial entre as potências europeias sobre a integridade territorial do Império Otomano, o que levou a uma severa advertência aos estados balcânicos, extraoficialmente cada um deles adotou uma abordagem diplomática diferente devido aos seus interesses conflitantes na área.  Como resultado, qualquer possível efeito preventivo do aviso oficial comum foi cancelado pelos sinais não oficiais mistos e não conseguiu prevenir ou parar a guerra: 
- A Rússia foi um dos principais impulsionadores do estabelecimento da Liga dos Balcãs e viu-a como uma ferramenta essencial no caso de uma futura guerra contra o seu rival, o Império Austro-Húngaro. [62] No entanto, não tinha conhecimento dos planos búlgaros sobre a Trácia e Constantinopla, territórios nos quais tinha ambições de longa data e nos quais tinha acabado de garantir um acordo secreto de expansão com seus aliados França e Grã-Bretanha, como recompensa por participar da iminente Grande Guerra contra as Potências Centrais. [63]
- A França, não se sentindo preparada para uma guerra contra a Alemanha em 1912, assumiu uma posição totalmente negativa contra a guerra, informando firmemente sua aliada Rússia que não participaria de um possível conflito entre a Rússia e a Áustria-Hungria se resultasse das ações da Liga Balcânica. Os franceses, no entanto, não conseguiram a participação britânica em uma intervenção comum para deter o conflito nos Bálcãs. [63]
- A Grã-Bretanha, embora oficialmente uma firme defensora da integridade do Império Otomano, tomou medidas diplomáticas secretas encorajando a entrada da Grécia na Liga para neutralizar a influência russa. Ao mesmo tempo, encorajou as aspirações búlgaras em relação à Trácia, preferindo uma Trácia búlgara a uma russa, apesar das garantias que o governo britânico havia dado aos russos em relação à expansão russa ali. [63]
- A Áustria-Hungria, lutando por um porto no Adriático e buscando formas de expansão no sul às custas do Império Otomano, era totalmente contra a expansão de qualquer outra nação na área. Ao mesmo tempo, o império dos Habsburgos tinha seus próprios problemas internos com populações eslavas significativas que faziam campanha contra o controle germano-húngaro do estado multinacional. A Sérvia, cujas aspirações em direção à Bósnia controlada pela Áustria não eram segredo, era considerada inimiga e a principal ferramenta das maquinações russas que estavam por trás da agitação dos súditos eslavos da Áustria. Mas a Áustria-Hungria não conseguiu garantir o apoio alemão para uma reação firme. Inicialmente, o Imperador Guilherme II disse ao Arquiduque Francisco Ferdinando que a Alemanha estava pronta para apoiar a Áustria em todas as circunstâncias — mesmo correndo o risco de uma guerra mundial, mas os austro-húngaros hesitaram. Finalmente, no Conselho Imperial de Guerra Alemão de 8 de dezembro de 1912, o consenso foi que a Alemanha não estaria pronta para a guerra até pelo menos meados de 1914 e passou notas nesse sentido aos Habsburgos. Consequentemente, nenhuma ação pôde ser tomada quando os sérvios concordaram com o ultimato austríaco de 18 de outubro e se retiraram da Albânia. [63]
- A Alemanha, já fortemente envolvida na política interna otomana, se opôs oficialmente a uma guerra contra o Império. Mas, em seu esforço para conquistar a Bulgária para as Potências Centrais, e vendo a inevitabilidade da desintegração otomana, estava brincando com a ideia de substituir a área balcânica dos otomanos por uma amigável Grande Bulgária em suas fronteiras de Santo Estêvão — uma ideia que era baseada na origem alemã do czar búlgaro e seus sentimentos antirrussos. [63]

A Segunda Guerra dos Balcãs foi um golpe catastrófico para as políticas russas nos Bálcãs, que durante séculos se concentraram no acesso aos "mares quentes". Primeiro, marcou o fim da Liga Balcânica, um braço vital do sistema de defesa russo contra a Áustria-Hungria. Em segundo lugar, a posição claramente pró-Sérvia que a Rússia foi forçada a tomar no conflito, principalmente devido aos desentendimentos sobre a divisão de terras entre a Sérvia e a Bulgária, causou uma ruptura permanente entre os dois países. Consequentemente, a Bulgária reverteu sua política para uma mais próxima do entendimento das Potências Centrais sobre uma frente antissérvia, devido às suas novas aspirações nacionais, agora expressas principalmente contra a Sérvia. Como resultado, a Sérvia ficou isolada militarmente contra sua rival Áustria-Hungria, um acontecimento que acabou condenando a Sérvia na guerra que se seguiu um ano depois. O mais prejudicial é que a nova situação efetivamente atrapalhou a política externa russa: depois de 1913, a Rússia não podia se dar ao luxo de perder seu último aliado nessa área crucial e, portanto, não tinha alternativas a não ser apoiar incondicionalmente a Sérvia quando a crise entre a Sérvia e a Áustria se intensificou em 1914. Essa foi uma posição que inevitavelmente levou a Rússia a uma indesejada Guerra Mundial, com resultados devastadores, já que ela estava menos preparada (tanto militar quanto socialmente) para esse evento do que qualquer outra Grande Potência. 
A Áustria-Hungria ficou alarmada com o grande aumento do território da Sérvia às custas de suas aspirações nacionais na região, bem como com o crescente status da Sérvia, especialmente para as populações eslavas do país. Essa preocupação era compartilhada pela Alemanha, que via a Sérvia como um satélite da Rússia. Essas preocupações contribuíram significativamente para a disposição das duas Potências Centrais de entrar em guerra contra a Sérvia. Isso significou que quando uma organização apoiada pela Sérvia assassinou o arquiduque Francisco Ferdinando da Áustria, o herdeiro reformista do trono austro-húngaro, causando a Crise de Julho de 1914, o conflito rapidamente se intensificou e resultou na Primeira Guerra Mundial. 

## Epílogo

### Tratado de Bucareste
O epílogo desta guerra pan-balcânica de nove meses foi traçado principalmente pelo tratado de Bucareste, em 10 de agosto de 1913. Delegados da Grécia, Sérvia, Montenegro e Bulgária, recebidos pelo deputado da Romênia, chegaram a Bucareste para estabelecer negociações. O pedido de participação dos otomanos foi rejeitado, com base no facto de as conversações se destinarem a tratar de assuntos estritamente entre os aliados dos Balcãs.  As Grandes Potências mantiveram uma presença muito influente, mas não dominaram os procedimentos. O Tratado dividiu a Macedónia, introduziu alterações nas fronteiras dos Balcãs e estabeleceu o estado independente da Albânia.  A Sérvia ganhou o território do nordeste da Macedônia, estabeleceu as fronteiras orientais com a Bulgária e ganhou a metade oriental do Sanjaco de Novi-Bazar, dobrando seu tamanho.  Montenegro ganhou a metade ocidental do Sanjaco de Novi-Bazar e garantiu as fronteiras com a Sérvia. A Grécia mais que dobrou seu tamanho ao ganhar o sul do Epiro, a maior parte do sul da Macedônia, incluindo a cidade-porto de Cavala em sua fronteira oriental. As Ilhas do Mar Egeu foram anexadas pelo Reino Grego, com exceção do Dodecaneso, e a unificação cretense foi concluída e formalizada. A Romênia anexou a parte sul da província de Dobruja. A Bulgária, mesmo derrotada, conseguiu manter alguns ganhos territoriais na Primeira Guerra Balcânica. A Bulgária abrangia uma parte da Macedônia, incluindo a cidade de Strumnitza, e a Trácia ocidental, com uma costa de 70 milhas no Mar Egeu, incluindo a cidade portuária de Alexandrópolis. 

### Tratados finais
Os delegados búlgaros então se encontraram com os otomanos para negociações em Constantinopla. A esperança da Bulgária de recuperar os territórios perdidos na Trácia Oriental, onde a maior parte das forças búlgaras lutou para conquistar e muitos morreram, foi frustrada quando os turcos mantiveram as terras que haviam recuperado no contra-ataque. A linha reta de Ainos-Midia não foi aceita para a fronteira oriental; as regiões de Lozengrad, Lyule Burgas-Buni Hisar e Adrianópolis voltaram aos otomanos.  Após o Tratado de Constantinopla, em 30 de setembro de 1913, a Bulgária buscou uma aliança com o Império Otomano contra a Grécia e a Sérvia (em apoio às suas reivindicações à Macedônia). 
Isto foi seguido pelo Tratado de Atenas, em 14 de novembro de 1913, entre turcos e gregos, concluindo o conflito entre eles. Entretanto, o status das Ilhas do Mar Egeu, sob controle grego, ficou em questão. Especialmente as ilhas de Imvros e Tenedos, estrategicamente posicionadas perto do Estreito de Dardanelos. Mesmo após a assinatura deste tratado, as relações entre os dois países continuaram muito ruins, e a guerra quase eclodiu na primavera de 1914. 
Finalmente, o segundo Tratado de Constantinopla restabeleceu as relações entre a Sérvia e o Império Otomano, concluindo oficialmente as Guerras Balcânicas. Montenegro nunca assinou um pacto com os turcos. 
As Guerras Balcânicas puseram fim ao domínio otomano na Península Balcânica, exceto na Trácia oriental e em Constantinopla (hoje Istambul). O regime dos Jovens Turcos não conseguiu reverter o declínio do seu Império, mas permaneceu no poder, estabelecendo uma ditadura em junho de 1913. 

## Conflitos

### Conflitos da Primeira Guerra dos Balcãs

#### Batalhas Búlgaro-Otomanas
| Batalha                     | Ano  | Reino da Bulgária | Império Otomano | Resultado       |
| Batalha                     | Ano  | Comandante        | Comandante      | Resultado       |
| --------------------------- | ---- | ----------------- | --------------- | --------------- |
| Batalha de Kardjali         | 1912 | Vasil Delov       | Mehmed Paxá     | Vitória Búlgara |
| Batalha de Kirk Kilisse     | 1912 | Radko Dimitriev   | Mahmut Paxá     | Vitória Búlgara |
| Batalha de Lule Burgas      | 1912 | Radko Dimitriev   | Abdullah Paxá   | Vitória Búlgara |
| Batalha de Merhamli         | 1912 | Nikola Genev      | Mehmed Paxá     | Vitória Búlgara |
| Batalha Naval de Kaliakra   | 1912 | Dimitar Dobrev    | Hüseyin Bei     | Vitória Búlgara |
| Primeira Batalha de Çatalca | 1912 | Radko Dimitriev   | Nazim Paxá      | Vitória Otomana |
| Batalha de Bulair           | 1913 | Georgi Todorov    | Mustafa Kemal   | Vitória Búlgara |
| Batalha de Şarköy           | 1913 | Stiliyan Kovachev | Enver Paxá      | Vitória Búlgara |
| Segunda Batalha de Çatalca  | 1913 | Vasil Kutinchev   | Ahmet Paxá      | Indecisivo      |
| Cerco de Adrianópolis       | 1913 | Georgi Vazov      | Gazi Paxá       | Vitória Búlgara |

#### Batalhas Greco-Otomanas
| Batalha                  | Ano  | Reino da Grécia | Império Otomano | Resultado       |
| Batalha                  | Ano  | Comandante      | Comandante      | Resultado       |
| ------------------------ | ---- | --------------- | --------------- | --------------- |
| Batalha de Sarantaporo   | 1912 | Constantino I   | Haçane Paxá     | Vitória Grega   |
| Batalha de Yenidje       | 1912 | Constantino I   | Haçane Paxá     | Vitória Grega   |
| Batalha de Pente Pigadia | 1912 | Sapountzakis    | Esat Paxá       | Vitória Grega   |
| Batalha de Vevi          | 1912 | Matthaiopoulos  | Haçane Paxá     | Vitória Otomana |
| Revolta de Himara        | 1912 | Sapountzakis    | Esat Paxá       | Vitória Grega   |
| Batalha de Lesbo         | 1912 | Kountouriotis   | Abdul Ghani     | Vitória Grega   |
| Batalha de Quios         | 1912 | Damianos        | Zihne Bei       | Vitória Grega   |
| Batalha de Drisco        | 1912 | Matthaiopoulos  | Esat Paxá       | Vitória Otomana |
| Batalha de Elli          | 1912 | Kountouriotis   | Remzi Beyi      | Vitória Grega   |
| Captura de Korytsa       | 1912 | Damianos        | Davit Paxá      | Vitória Grega   |
| Batalha de Lemnos        | 1913 | Kountouriotis   | Remzi Bei       | Vitória Grega   |
| Batalha de Bizani        | 1913 | Constantino I   | Esat Paxá       | Vitória Grega   |

#### Batalhas Sérvio-Otomanas
| Batalha               | Ano  | Reino da Sérvia  | Império Otomano | Resultado              |
| Batalha               | Ano  | Comandante       | Comandante      | Resultado              |
| --------------------- | ---- | ---------------- | --------------- | ---------------------- |
| Batalha de Kumanovo   | 1912 | Radomir Putnik   | Zeki Paxá       | Vitória Sérvia         |
| Batalha de Prilepo    | 1912 | Petar Bojović    | Zeki Paxá       | Vitória Sérvia         |
| Batalha de Monastir   | 1912 | Petar Bojović    | Zeki Paxá       | Vitória Sérvia         |
| Batalha de Lumë       | 1912 | Božidar Jankovic | Bajram Curri    | Vitória Otomana        |
| Cerco de Scutari      | 1913 | Nicolau I        | Haçane Paxá     | Status quo ante bellum |
| Cerco de Adrianópolis | 1913 | Stepa Stepanovic | Gazi Paxá       | Vitória Sérvia         |

### Conflitos da Segunda Guerra dos Balcãs

#### Batalhas Búlgaro-Gregas
| Batalha                           | Data                   | Reino da Bulgária | Reino da Grécia | Resultado     |
| Batalha                           | Data                   | Comandante        | Comandante      | Resultado     |
| --------------------------------- | ---------------------- | ----------------- | --------------- | ------------- |
| Batalha de Kilkis-Lahanas         | 19–21 de junho de 1913 | Nikola Ivanov     | Constantino I   | Vitória Grega |
| Batalha de Doiran                 | 23 de junho de 1913    | Nikola Ivanov     | Constantino I   | Vitória Grega |
| Batalha de Demir Hisar            | 26–27 de junho de 1913 | Nikola Ivanov     | Constantino I   | Vitória Grega |
| Batalha do Desfiladeiro de Kresna | 27–31 de julho de 1913 | Michael Savov     | Constantino I   | Impasse       |

#### Batalhas Búlgaro-Sérvias
| Batalha                 | Data                           | Reino da Bulgária | Reino da Sérvia  | Resultado       |
| Batalha                 | Data                           | Comandante        | Comandante       | Resultado       |
| ----------------------- | ------------------------------ | ----------------- | ---------------- | --------------- |
| Batalha de Bregalnica   | 30 de junho–9 de julho de 1913 | Michael Savov     | Radomir Putnik   | Vitória Sérvia  |
| Batalha de Knjaževac    | 4–7 de julho de 1913           | Vasil Kutinchev   | Vukoman Aračić   | Vitória Búlgara |
| Batalha de Pirot        | 6–8 de julho de 1913           | Michael Savov     | Božidar Janković | Vitória Sérvia  |
| Batalha de Belogradchik | 8 de julho de 1913             | Michael Savov     | Božidar Janković | Vitória Sérvia  |
| Cerco de Vidin          | 12–18 de julho de 1913         | Krastyu Marinov   | Vukoman Aračić   | Tratado de Paz  |
| Batalha de Kalimanci    | 18–19 de julho de 1913         | Michael Savov     | Božidar Janković | Vitória Búlgara |

#### Batalhas Búlgaro-Otomanas
| Batalha                  | Ano  | Reino da Bulgária | Império Otomano | Resultado           |
| Batalha                  | Ano  | Comandante        | Comandante      | Resultado           |
| ------------------------ | ---- | ----------------- | --------------- | ------------------- |
| Cerco de Adrianópolis    | 1913 | Michael Savov     | Enver Paxá      | Primeiro Armistício |
| Avanço Otomano da Trácia | 1913 | Vulko Velchev     | Ahmed Paxá      | Armistício Final    |

#### Batalhas Búlgaro-Romenas
| Batalha                          | Ano  | Reino da Bulgária | Reino da Romênia | Resultado           |
| Batalha                          | Ano  | Comandante        | Comandante       | Resultado           |
| -------------------------------- | ---- | ----------------- | ---------------- | ------------------- |
| Desembarques Romenos na Bulgária | 1913 | Fernando I        | Carlos I         | Primeiro Armistício |
| Ofensiva do Sul de Dobruja       | 1913 | Fernando I        | Carlos I         | Armistício Final    |

## Legado
Os cidadãos da Turquia consideram as Guerras dos Balcãs um grande desastre (Balkan harbi faciası) na história da nação. O Império Otomano perdeu todos os seus territórios europeus a oeste do Rio Maritsa como resultado das duas Guerras Balcânicas, que assim delinearam a atual fronteira ocidental da Turquia. Em 1923, apenas 38% da população muçulmana de 1912 ainda vivia nos Balcãs e a maioria dos turcos balcânicos tinha sido morta ou expulsa.  A queda inesperada e a súbita renúncia dos territórios europeus dominados pelos turcos criaram um evento traumático entre muitos turcos, o que desencadeou o colapso final do próprio império em cinco anos. Paul Mojzes chamou as Guerras dos Balcãs de um ''genocídio não reconhecido''. 
Nazim Paxá, Chefe do Estado-Maior do Exército Otomano, foi considerado responsável pelo fracasso e foi assassinado em 23 de janeiro de 1913 durante o golpe de estado otomano de 1913. 
A maioria dos gregos considera as Guerras dos Balcãs como um período de conquistas épicas. Eles conseguiram libertar e ganhar territórios que eram habitados por gregos desde os tempos antigos e dobraram o tamanho do Reino Grego, capturando grandes cidades como Tessalônica e Janina que estavam sob domínio otomano por quase meio milênio. O Exército Grego, pequeno e mal equipado em comparação com os exércitos superiores Otomano, mas também Búlgaro e Sérvio, venceu batalhas muito importantes. Isso fez da Grécia um peão viável no jogo de xadrez das Grandes Potências. Duas grandes personalidades surgiram na arena política grega, o Primeiro Ministro Elefthérios Venizélos, a mente líder por trás da política externa grega, e o Príncipe Herdeiro, e mais tarde Rei, Constantino I, o Major General do Exército Grego.